# NGC 1157
NGC 1157 è una lontana galassia a spirale (Seligman la considera lenticolare) situata nella costellazione dell'Eridano, a una distanza di circa 417 milioni di anni luce dalla nostra Via Lattea.

## Scoperta
La galassia è stata scoperta il 31 dicembre 1885 dall'astronomo statunitense Francis Leavenworth.